# Strathalbyn

S
Strathalbyn – miasto w Australii, w stanie Australia Południowa.